# Nectria inundata
Nectria inundata är en svampart som beskrevs av Rehm ex Weese 1912. Nectria inundata ingår i släktet Nectria och familjen Nectriaceae.   Inga underarter finns listade i Catalogue of Life.